# بنوا پولن
بنوا پولن (انگلیسی: Benoît Poulain؛ زادهٔ ۲۷ ژوئیهٔ ۱۹۸۷) بازیکن فوتبال اهل فرانسه است.
از باشگاه‌هایی که در آن بازی کرده‌است می‌توان به باشگاه فوتبال قیصریه‌اسپور، باشگاه فوتبال اوپن، باشگاه فوتبال کورتریک، باشگاه فوتبال نیم المپیک، و باشگاه فوتبال کلوب بروژ اشاره کرد.